# Ray (film)
A Ray 2004-es amerikai életrajzi film, mely Ray Charles zenész életének harminc évét dolgozza fel. A filmet Taylor Hackford rendezte, a címszereplőt Jamie Foxx alakítja. Foxx filmbéli alakítását dicsérték a kritikusok és több más díj mellett átvehette a legjobb férfi főszereplőnek járó Oscar-díjat.
Eredetileg úgy tervezték, hogy Ray Charles a film elején megjelent volna, de a film bemutatója előtt pár hónappal meghalt májproblémák miatt.

## Cselekmény
Észak-Florida, 1930-as évek. Ray Charles Robinson megvakul hétéves korában, nem sokkal azután, hogy öccse, George belefulladt egy vizes dézsába. Anyja napszámosként dolgozik, így semmijük nincs, de fiát arra neveli, hogy tanuljon és boldoguljon önállóan az életben. Charles vonzódik a zenéhez, már kis gyerekként zongorázni tanul. Vaksága után hallása kiélesedik.
Seattle-be utazik egy meghallgatásra egy szórakozóhelyre, ahol azonnal felveszik, és anyagilag kihasználják. Őket otthagyja és turnézni kezd egy alkalmi zenekarral, de amikor a zenekarvezető kevesebb pénzt akar neki adni, mint amennyi jár, őket is otthagyja. Ajánlatot kap egy lemezcégtől, az Atlantic Records-tól, akikkel felvételeket készít, bár eleinte nem találja meg a saját hangját, kezdetben Nat King Cole vagy Charles Brown stílusában játszik. A producerek ráébresztik, hogy saját stílust alakítson ki. A lemezei sikeresek. Közben feltárul Ray sötét oldala: a turnék során rászokik a heroinra. Az alkalmi női partnereket egymás után cserélgeti.
Megnősül, gyereke születik, de sem a heroinról, sem az alkalmi nőkről nem mond le. Amikor egyikük terhes lesz, kiadja az útját.
Kísérletezik mindenféle zenei stílussal, bár van, aki rossz néven veszi, hogy a vallásos gospel, a country, és a dzsessz elemeit vegyíti, de a lemezei jól fogynak. Megkeresi az USA-ban legnagyobb lemezkiadó, az ABC-Paramount, akiktől még előnyösebb anyagi ajánlatot kap, ezért otthagyja az Atlantic Records-ot.
Georgia államban a koncert helyszíne felé haladva a négerek hátrányos megkülönböztetése ellen tüntetőkkel találkozik (ugyanis a koncertteremben a fehérek és a színesek számára külön helyszín van fenntartva). Ray kis gondolkozás után lemondja a koncertet, bár a rendezők a bíróságon beperelik szerződésszegés miatt. Az ABC kifizeti a büntetést, de Georgia állam betiltja Ray Charles szereplését az államban.
Amikor egy kanadai turnéról való visszatérése során letartóztatják kábítószer birtoklása miatt, Ray válaszút elé kerül, mivel akár évekre börtönbe is kerülhet. Bár a börtönt megússza a házkutatási parancs hiánya miatt, elhatározza, hogy leszokik a heroinról és bevonul egy speciális klinikára.
A történet során többször visszaemlékszik gyermekkorára, anyjára és öccsére. A leszokás során is látomása támad, visszakerül a gyerekkorába, ahol anyja kijelenti, hogy büszke rá, öccse pedig, hogy nem őmiatta halt meg. Raynek sikerül leszoknia a heroinról, és sikert sikerre halmoz. 1979-ben Georgia állam visszavonja a korábbi kitiltást, és Ray egyik számát, a Georgia on My Mind-ot az állam hivatalos himnuszává teszi.

## Szereplők
| Színész          | Szereplő                       | Magyar hang     |
| ---------------- | ------------------------------ | --------------- |
| Jamie Foxx       | Ray Charles                    | Boros Zoltán    |
| Sharon Warren    | Aretha Robinson, Charles anyja | Kerekes Andrea  |
| Kerry Washington | Della Bea Robinson             | Németh Borbála  |
| Regina King      | Margie Hendricks               | Szénási Kata    |
| Renee Wilson     | Pat Lyle                       | Dögei Éva       |
| Larenz Tate      | Quincy Jones                   | Molnár Levente  |
| Harry Lennix     | Joe Adams                      | Selmeczi Roland |
| Clifton Powell   | Jeff Brown                     | Papp Dániel     |
| Curtis Armstrong | Ahmet Ertegün                  | Katona Zoltán   |

## Eltérések a valós eseményekhez képest
Bár a film azzal a kijelentéssel indul, hogy „valós eseményeken alapul”, egyes történéseket a drámai hatás kedvéért megváltoztattak.
Ezek közül a fontosabbak:
- A filmben Ray öccse, George 1935-ben belefullad egy vizes dézsába, eközben Ray nem tesz semmit, mert azt hiszi, hogy az öccse csak játszik. Anyjuk kijön a házból és akkor veszi észre, hogy mi történt. A valóságban Ray próbálta kihúzni az öccse testét, de nem bírta el, ekkor szólt az anyjának, de akkor már késő volt.[4]
- A filmben Ray 1965-ben egy pszichiátriai klinikán leszokik a heroinról, a valóságban ezt gin és marihuána fogyasztásával pótolta.[5][6]
- A filmben az egyik énekesnő, akivel viszonya volt, közli vele, hogy terhes, Ray azt mondja neki, hogy vetesse el a gyereket. A valóságban Hendricks megszülte a gyereket, és elhagyta Rayt.
- A filmben 1962-ben a Georgia állambeli faji szegregáció ellen politikai tüntetés zajlik a majdani koncert közelében, és Ray emiatt lemondja a koncertet, hogy támogassa a törekvésüket. A valóságban Ray elfogadta a faji szegregációt a koncertjén és az érte járó pénzt. Így az államból sem tiltották ki. A tüntetők táviratban szólították fel a csatlakozásra.[6]
- Abban a jelenetben, amikor Georgia állam visszavonja a kitiltást, Ray felesége is jelen van. A valóságban 1979-re Ray és Della már elváltak.

## Fordítás
- Ez a szócikk részben vagy egészben  a   Ray (película) című spanyol Wikipédia-szócikk fordításán alapul.  Az eredeti cikk szerkesztőit annak laptörténete sorolja fel. Ez a jelzés csupán a megfogalmazás eredetét és a szerzői jogokat jelzi, nem szolgál a cikkben szereplő információk forrásmegjelöléseként.
- Ez a szócikk részben vagy egészben  a   Ray (film) című angol Wikipédia-szócikk fordításán alapul.  Az eredeti cikk szerkesztőit annak laptörténete sorolja fel. Ez a jelzés csupán a megfogalmazás eredetét és a szerzői jogokat jelzi, nem szolgál a cikkben szereplő információk forrásmegjelöléseként.